# CPR-Klasse T1c
Die Lokomotiven der T1c-Klasse der Canadian Pacific Railway (CPR) war die dritte Serie Selkirk-Lokomotiven. Sie umfasste 6 Lokomotiven die 1949 von den Montreal Locomotive Works (MLW) in der Provinz Québec mit den Fabriknummern 76221 bis 76226 gebaut wurden. Die letzte Lokomotive der Serie war zugleich auch die letzte für eine kanadische Eisenbahn gebaute Dampflokomotive.

## Technik
Die ölgefeuerten Texas-Lokomotiven hatten die Achsfolge 1’E2’, das heißt eine führende Laufachse, fünf Kuppelachsen und ein nachlaufenden Drehgestell. Die Heißdampflokomotiven hatten zwei außenliegende Zylinder, die eine maximale Zugkraft von 350 kN erbrachten, die durch einen Booster 53 kN erhöht werden konnte.

## Erhaltene Lokomotiven
Zwei Maschinen der T1c sind erhalten, die 5931 und 5935, die restlichen vier wurden verschrottet. Die 5931 befindet sich in dem Heritage Park Historical Village in Calgary und die 5935 im Canadian Railway Museum in Delson.

## Quelle
- A. von Hornstein: Lokomotiven und Triebwagen der Welt, Werner Classen Verlag Zürich 1972, ISBN 3-7172-0176-X